# Ilioneus (syn Amfiona)
Ilioneus (gr. Ἰλιονεύς Ilioneús, łac. Ilioneus) – w mitologii greckiej królewicz tebański; jeden z Niobidów.
Uchodził za najmłodszego syna Amfiona i Niobe. Został śmiertelnie przeszyty strzałą wystrzeloną przez Apollina jako kara za pychę swej matki. Przed śmiercią uniósł ręce ku niebu błagając o darowanie życia. Gest ten wzruszył Apollina, jednak bóg nie zdołał cofnąć wypuszczonej już strzały.